# Clan Macnab
MacNab ist der Name eines schottischen Clans, der aus der Gegend zwischen Loch Lomond und Loch Tay stammt.

## Geschichte
Er geht auf die Äbte von Glendochart zurück (Mac an aba bedeutet „Sohn des Abtes“). 1651 wurde bei Worcester ein Chief getötet, als er auf Seiten der Stuarts kämpfte, woraufhin der Clan während der Jakobitenaufstände offiziell neutral blieb, was einzelne Clanmitglieder aber nicht daran hinderte, die Stuarts zu unterstützen.
Das Motto des Clans lautet Timor omnis abesto („Lass Furcht fern sein von allen“).
Der Clan MacNab war in Killin einst dominierend und wurde lange mit dem Ort assoziiert. Dessen alte Begräbnisstätte ist im Ort von der Brücke über den Dochart auf der Insel Inchbuie sichtbar.

## Bilder

Clan-Abzeichen und Motto
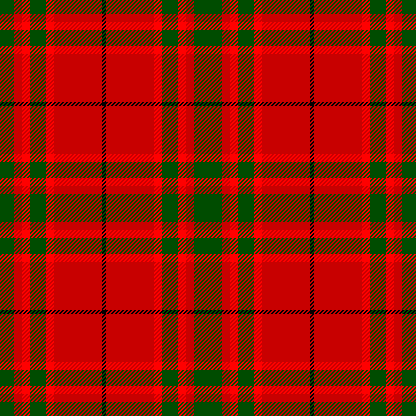
Tartan